# 쥘 드 공쿠르
쥘 알프레드 위오 드 공쿠르(Jules Alfred Huot de Goncourt, 1830년 12월 17일 ~ 1870년 6월 20일), 프랑스의 비평가로서 형 에드몽 드 공쿠르와 함께 집필 활동을 한 것으로 잘 알려져 있다. 사망하기 전까지 주로 쥘이 글을 쓰고 에드몽은 옆에서 도와 준 것으로 전해지며, 쥘이 형보다 날카로운 비판력을 가졌다고 조르주 상드는 그녀의 일기에서 회고하고 있다.

## 같이 보기
- 공쿠르 형제